# The Gorgon

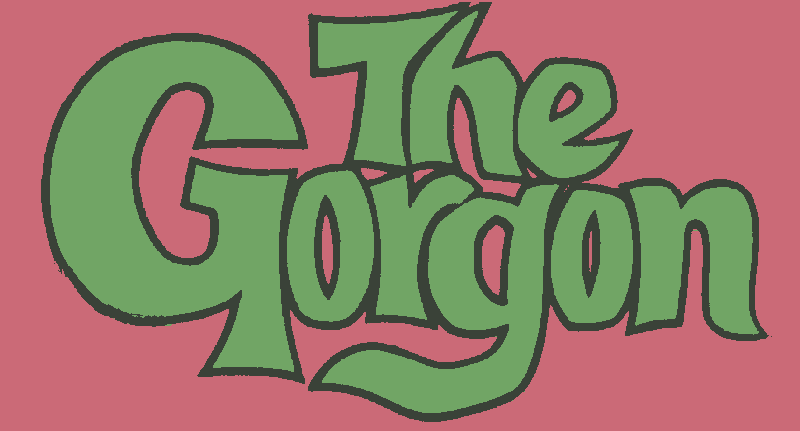
Logotipo oficial do filme "The Gorgon"

The gorgon (Brasil: A górgona / Portugal: A morte passou por perto) é um filme de horror britânico de 1964, produzido pela Hammer, dirigido por Terence Fisher e roteirizado por John Gilling.

## Elenco
- Christopher Lee...Professor Karl Meister
- Peter Cushing...Dr. Namaroff
- Richard Pasco...Paul Heitz
- Barbara Shelley...Carla Hoffman
- Michael Goodliffe...Professor Jules Heitz
- Patrick Troughton...Inspetor Kanof
- Joseph O'Conor...legista
- Prudence Hyman - corpo da Górgona
- Jack Watson - Ratoff
- Redmond Phillips - Hans
- Jeremy Longhurst - Bruno Heitz
- Toni Gilpin...Sascha Cass
- Joyce Hemson...Martha
- Alister Williamson...Janus Cass
- Michael Peake...Constable

## Sinopse
Em 1910, a pequena cidade alemã de Valdorf está atemorizada depois de uma série de assassinatos misteriosos que ocorreram nos últimos cinco anos. O legista Dr. Namaroff e o chefe de polícia Inspetor Kanof escondem as circunstâncias das mortes, evitando que a população descubra que as vítimas morreram por se transformarem em pedra. Quando tentam acusar o suicida pintor Bruno pela morte de sua amante Sascha, também petrificada, o pai dele, Jules Heitz, não se conforma e decide investigar. Ele desconfia que foram causadas por um ser lendário, uma Górgona. O outro filho, Paul, e o professor dele, Meister, chegam para ajudar nas investigações e tentam descobrir o que está por trás das ações do Dr. Namaroff.

## Adaptações
- Uma romantização do filme foi escrita por John Burke como parte do livro de 1966 The Hammer Horror Film Omnibus.

- Houve uma adaptação de 10 páginas de histórias em quadrinhos, na revista House of Hammer (volume 1, número 12, setembro de 1977, publicada por Top Sellers Limited). Os desenhos foram de Alberto Cuyas e o roteiro de  Scott Goodall.